# Paedophryne amauensis
Paedophryne amauensis é uma espécie de sapo da Papua-Nova Guiné descoberto em agosto de 2009 e formalmente descrito em janeiro de 2012. Com um comprimento de 7,7 mm (0,30 pol.), É considerado o menor vertebrado conhecido do mundo. A espécie de sapo recém-descrita foi listada do Top 10 New Species 2013 pelo International Institute for Species Exploration para descobertas realizadas em 2012. A lista foi anunciada em 22 de maio de 2013.

## Descoberta
A espécie de sapo foi descoberta em agosto de 2009 pelo herpetologista Christopher Austin da Universidade do Estado da Luisiana e por seu aluno de doutorado Eric Rittmeyer durante uma expedição para explorar a biodiversidade de Papua-Nova Guiné. A nova espécie foi encontrada perto da vila de Amau na Província Central, da qual é derivado seu descritor específico. A descoberta foi publicada na revista científica PLOS ONE, em janeiro de 2012.

## Características

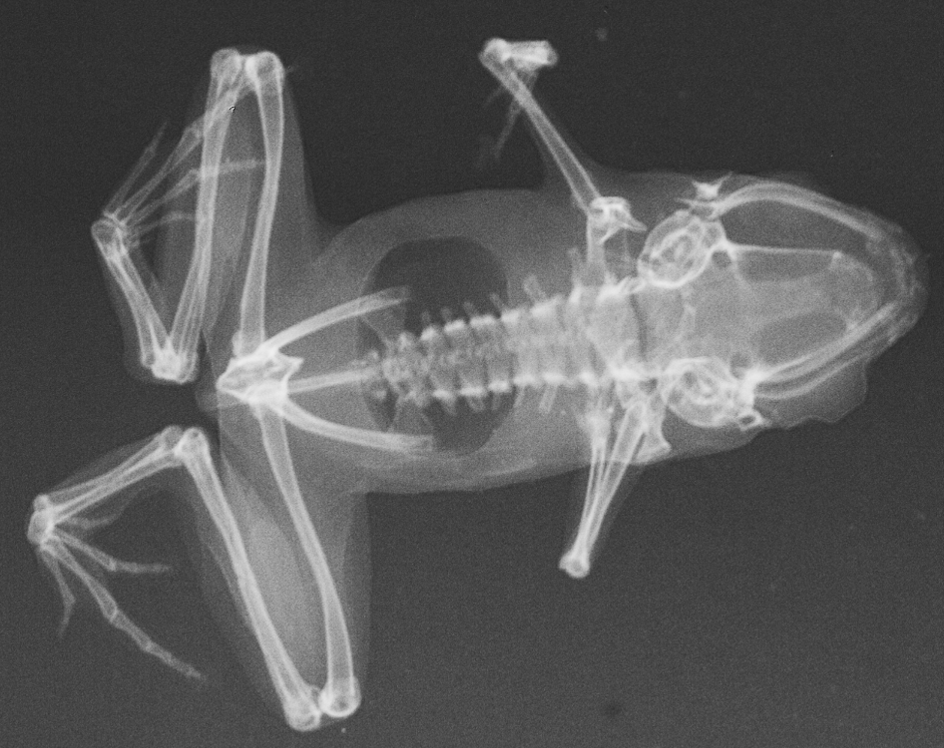
Uma fotografia de raio-X de um parátipo de Paedophryne amauensis.

P. amauensis, atinge um tamanho médio de apenas 7,7 milímetros, e é 0,2 milímetros menor do que o animal registrado anteriormente como o mais pequeno de todos os vertebrados do mundo, uma espécie de peixe ciprinídeo (Paedocypris progenetica; 7,9 milímetros) da Indonésia. A rã vive na terra e seu ciclo de vida não inclui um estágio de girinos. Em vez disso, os membros desta espécie são escotilhos como "anzóis" em miniaturas nos adultos. O esqueleto é reduzido e existem apenas sete vértebras pré-sacrais presentes.  Eles são capazes de saltar trinta vezes o comprimento do corpo. O sapo é crepuscular e alimenta-se de pequenos invertebrados. Os machos coacham por companheiras com uma série de peepes de insetos muito agudos a uma frequência de 8400-9400 Hz.

## Habitat
Semelhante a todas as espécies de Paedophryne conhecidas até agora, membros de Paedophryne amauensis vivem no lixo orgânico de folhas do chão de florestas tropicais.